# La Joncosa del Montmell
La Joncosa del Montmell és un poble i cap del municipi del Montmell (Baix Penedès), situat al vessant sud de la Serra del Montmell a una altitud de 427 m.
El poble resta enlairat al marge dret del torrent de Mas Campanera, torrent principal que recull les aigües que provenen del coll d'Arca (605 m.) i sota la carena axial i més alta de la serra, el puig de les Forques al nord i la muntanya de la Monjoia i el puig de la Cova a la serra de Cativera a l'est. Al sud, el puig del Francàs (553 m.), tanca la vall enlairada sobre la plana del Penedès
El 2023 el poble tenia 123 habitants al nucli principal i 35 en disseminat.
Shi accedeix per la carretera TV-2401 des de la Bisbal del Penedès o des del coll de Santa Cristina i també pel camí (asfaltat però de fort pendent) del coll d'Arca entre La Joncosa i la carretera TV-2443 que uneix Aiguaviva amb Vila-rodona.
El poble, de cases arrenglerades a banda i banda, forma un grup de cases al voltant de l'ajuntament i un altre amb les agrupades al voltant de l’església parroquial de Sant Miquel. Les primeres cases que es van construir a la Joncosa són cal Cintet, cal Ventosa, on hi ha l'Ajuntament, i cal Papiol. Hi ha documents des de l'any 1011 on s'esmenta el lloc (Cartulari de Sant Cugat) i 1280 (cartulari de Poblet) on s'esmenta la font de la Joncosa "ipsa fonte de Jonchosa".El nom del poble prové, molt probablement, de les jonqueres o joncars que creixen a l'entorn.